# Al-Fātiḥa
Al-Fātiḥa (in arabo الفاتحة‎?, in italiano l'Aprente) è la prima sūra del Corano.
Per i musulmani, racchiude l'essenza del loro Libro; è usata come preghiera (l'unica sura indispensabile per la ṣalāt) e come formula rituale per sottolineare la pietas islamica di chi la recita. In talune cerimonie, specie nella stipula di contratti (quali il matrimonio) che implicano l'assunzione di diritti e doveri, la recitazione della Fatiha costituisce il momento fondamentale.

## Contenuto
1. In nome di Allah, il Compassionevole, il Misericordioso: Formula introduttiva
2. La lode [appartiene] ad Allah, Signore dei mondi: La sura si apre con la lode e la gratitudine a Allah, il Creatore e il Sostentatore dell'intero universo. Questa apertura sottolinea l'importanza di riconoscere la grandezza di Dio e di esprimere gratitudine nei confronti del Creatore.
3. Il Compassionevole, il Misericordioso: Vengono menzionati due degli attributi principali di Allah, la Misericordia e la Compassione. Questi attributi evidenziano la natura amorevole di Dio e stabiliscono un tono di speranza e fiducia nella relazione tra l'individuo e il Creatore.
4. Re del Giorno del Giudizio: Sovrano del Giorno del Giudizio (Maliki Yaumid-Din): Questo versetto richiama l'attenzione sulla realtà del Giorno del Giudizio, sottolineando che Allah è il Sovrano di quel giorno in cui ognuno sarà chiamato a rendere conto delle proprie azioni.
5. Te noi adoriamo e a Te chiediamo aiuto: Gli esseri umani riconoscono la loro sottomissione a Dio e dichiarano apertamente che Lui solo è degno di adorazione. Chiedono anche il Suo aiuto, sottolineando la dipendenza assoluta da Allah.
6. Guidaci sulla retta via: Si chiede la guida divina sulla retta via, il sentiero della verità e della giustizia. Questa è una preghiera fondamentale per la guida spirituale e morale.
7. La via di coloro che hai colmato di grazia, non di coloro che [sono incorsi] nella [Tua] ira, né degli sviati: Si fa riferimento ai profeti, agli uomini giusti e coloro che hanno ricevuto la grazia di Allah. Gli adoratori pregano di seguire il sentiero di coloro che sono stati benedetti e guidati da Allah. Si chiede di essere preservati dalla via di coloro che hanno guadagnato l'ira di Dio a causa della loro disobbedienza, e da coloro che sono andati fuori strada a causa della loro stessa negligenza.

## Analisi
Per molti versi anomala – per la sua brevità – rispetto alle altre sure del Corano (collocate invece in ordine di lunghezza decrescente), questa sua peculiarità è messa in luce dal trovarsi al principio del Libro.
Inoltre, se le altre sure sono espressione della parola di Dio (sicché è Allah a rivolgersi direttamente a Muhammad, usando in genere la terza persona per gli altri uomini; spesso con la formula imperativa di' [loro]), la Fātiḥa si presenta sotto la forma di una preghiera rivolta a Dio dagli uomini .
Si noti che la formula d'apertura «Nel nome di Allah, il Compassionevole, il Misericordioso», detta basmala, assurge nel primo versetto (āya) a pieno titolo (è quindi computata nel numero dei suoi āyāt); pronunciata all'inizio delle restanti  sure (eccetto la IX), la basmala comunque non rientra fra i versetti veri e propri.
Riguardo al contenuto, molti sono i punti ad aver suscitato dubbi interpretativi: in particolare, l'identificazione delle categorie cui si allude al v. 7 («coloro che [sono incorsi] nella [Tua] ira» e «gli sviati»). In ogni modo, le esegesi tradizionali vogliono che nei primi siano indicati gli israeliti e nei secondi i cristiani .
In chiusura, un'osservazione circa la aṣ-ṣirāṭ al-mustaqīm [الصراط المستقيم] (accennata in questa sura): l'interpretazione più immediata è 'la retta via', con evidente significato spirituale. Eppure, almeno in chiave escatologica, a questo elemento risponderebbe qualcosa di reale: una sorta di immenso ponte, arcuato e sottile come il filo di una spada, che i defunti dovranno attraversare per giungere al Paradiso. Se i beati non troveranno difficoltà nell'impresa (per essi sarà una vera e propria 'strada'), i malvagi non riusciranno a oltrepassarlo e precipiteranno nell'Inferno .

## Testo

### Arabo
1. بِسْمِ اللّهِ الرَّحْمـَنِ الرَّحِيمِ‎
2. الْحَمْدُ للّهِ رَبِّ الْعَالَمِينَ‎
3. الرَّحْمـنِ الرَّحِيمِ‎
4. مَـالِكِ يَوْمِ الدِّينِ‎
5. إِيَّاك نَعْبُدُ وإِيَّاكَ نَسْتَعِينُ‎
6. اهدِنَــــا الصِّرَاطَ المُستَقِيمَ‎
7. صِرَاطَ الَّذِينَ أَنعَمتَ عَلَيهِمْ غَيرِ المَغضُوبِ عَلَيهِمْ وَلاَ الضَّالِّينَ‎

### Traslitterazione
1. bismi llāhi ṛ-ṛaḥmāni ṛ-ṛaḥĩm ͥ
2. ͣl-ḥamdu li-llāhi ṛabbi l-ɛālamĩn ͣ
3. ͣṛ-ṛaḥmāni ṛ-ṛaḥĩm ͥ
4. māliki yawmi d-dĩn ͥ
5. 'iyyāka naɛbudu wa 'iyyāka nastaɛĩn ͧ
6. 'ihdinaͣ ṣ-ṣiṛāṭa l-mustaqĩm ͣ
7. ṣiṛāṭa l-laḏīna 'anɛamta ɛalayhim ġayri l-maġḍūbi ɛalayhim wa-la ḍ-ḍãllĩn ͣ .[4]

### Italiano
1. In nome di Allah, il Compassionevole, il Misericordioso
2. La lode [appartiene] ad Allah, Signore dei mondi
3. Il Compassionevole, il Misericordioso,
4. Re del Giorno del Giudizio.
5. Te noi adoriamo e a Te chiediamo aiuto.
6. Guidaci sulla retta via,
7. La via di coloro che hai colmato di grazia, non di coloro che [sono incorsi] nella [Tua] ira, né degli sviati [5].

Si usa dire 'āmīn  ("Amen") al termine della sua recitazione nella preghiera collettiva del venerdì, e nelle cinque preghiere.